# Freddie és Nessie kalandjai
A Freddie és Nessie kalandjai vagy Freddie, a béka (eredeti cím: Freddie as F.R.O.7) 1992-ben bemutatott egész estés brit rajzfilm, melyet Jon Acevski írt és rendezett. A film James Bond történeteinek paródiája.
Az Egyesült Királyságban 1992. augusztus 13-án volt a premierje, Magyarországon 1994-ben adták ki VHS-en.

## Szereplők
| Szereplő   | Eredeti hang        | Magyar hang      | Magyar hang |
| Szereplő   | Eredeti hang        | 1. szinkron      | 2. szinkron |
| ---------- | ------------------- | ---------------- | ----------- |
| Freddie    | Ben Kingsley        | Boros Zoltán     | Mikó István |
| Daffers    | Jenny Agutter       | Básti Juli       |             |
| Nessie     | Phyllis Logan       | Detre Annamária  |             |
| Scotty     | John Sessions       | Szabó Endre      |             |
| El Supremo | Brian Blessed       | Vajda László     |             |
| Messina    | Billie Whitelaw     | Bessenyei Emma   |             |
| Brigadéros | Nigel Hawthorne     | Velenczey István |             |
| Trilby     | Jonathan Pryce      | Halmágyi Sándor  |             |
| Mesélő     | Adrian Della Touche | Zalán János      |             |